# Draw the Line
| 전문가 평가                   | 전문가 평가 |
| 평가 점수                     | 평가 점수   |
| 출처                          | 점수        |
| ----------------------------- | ----------- |
| AllMusic                      | [ 1 ]       |
| Christgau's Record Guide      | B-          |
| The Rolling Stone Album Guide | [ 3 ]       |

《Draw the Line》은 1977년 12월 9일에 발매된 미국의 하드 록 밴드 에어로스미스의 다섯 번째 스튜디오 음반이고, 뉴욕시 근처의 버려진 수도원에 녹음되었다. 음반 커버에 적힌 밴드의 초상화는 유명 캐리커쳐리스트 알 허쉬펠드가 그렸다. 에어로스미스의 공식 홈페이지에는 1977년 12월 1일 《Draw the Line》 발매일이 나와 있지만, 1977년 12월 9일 발매되었으며, 1977년 12월 24일 음원 차트에 진입하였다.

## 배경
1977년까지 에어로스미스는 4장의 스튜디오 음반을 발표했는데, 가장 최근의 두 음반인 《Toys in the Attic》과 《Rocks》는 밴드를 스타덤에 올려놓았다. 하지만, 밴드가 다음 음반 《Draw the Line》을 녹음하기 시작하자, 그들의 지나친 생활방식은 끊임없는 투어와 약물복용과 함께 그 대가를 치르기 시작했다. 기타리스트 조 페리는 스티븐 데이비스 밴드 회고록 《Walk This Way》에서 "《Draw the Line》는 더 이상 화합의 부대가 아니었기 때문에 함께 하지 못했다"고 인정했다. "우리는 음악가들이 마약에 손을 대는 것보다는 음악에 재잘거리는 마약 중독자들이었어요. 이 음반은 발매 후 6주 이내에 100만장 이상이 팔릴 것이지만, 2014년 페리는 이 음반을 "끝의 시작"과 "우리 예술성의 붕괴"라고 불렀습니다..."

## 곡 목록
| #  | 제목                    | 작사·작곡                      | 재생 시간 |
| -- | ----------------------- | ------------------------------ | --------- |
| 1. | 〈Draw the Line〉       | 스티븐 타일러, 조 페리         | 3:23      |
| 2. | 〈I Wanna Know Why〉    | 타일러, 페리                   | 3:09      |
| 3. | 〈Critical Mass〉       | 타일러, 톰 해밀턴, 잭 더글러스 | 4:53      |
| 4. | 〈Get It Up〉           | 타일러, 페리                   | 4:02      |
| 5. | 〈Bright Light Fright〉 | 페리                           | 2:19      |

| #  | 제목                    | 작사·작곡                                              | 재생 시간 |
| -- | ----------------------- | ------------------------------------------------------ | --------- |
| 1. | 〈Kings and Queens〉    | 타일러, 브래드 휫퍼드, 해밀턴, 조이 크레이머, 더글러스 | 4:55      |
| 2. | 〈The Hand That Feeds〉 | 타일러, 휫퍼드, 해밀턴, 크레이머, 더글러스             | 4:23      |
| 3. | 〈Sight for Sore Eyes〉 | 타일러, 페리, 더글러스, 데이비드 요한센                | 3:56      |
| 4. | 〈Milk Cow Blues〉      | 코코모 아놀드                                          | 4:14      |